# Scopula vigensis
Scopula vigensis är en fjärilsart som beskrevs av Louis Beethoven Prout 1938. Scopula vigensis ingår i släktet Scopula och familjen mätare. Inga underarter finns listade.